# Seegefecht bei Damiette
Das Seegefecht bei Damiette war ein Gefecht am 16. August 1732 zwischen den Schiffen eines Konvois des Osmanischen Reiches und einer kleinen Flotte des Malteserordens unter Jacques François de Chambray als Befehlshaber, der für den erfolgreichen Ausgang des Gefechtes und die Befreiung von Christensklaven zum Großkreuz-Ritter des Malteserordens rangerhöht wurde.

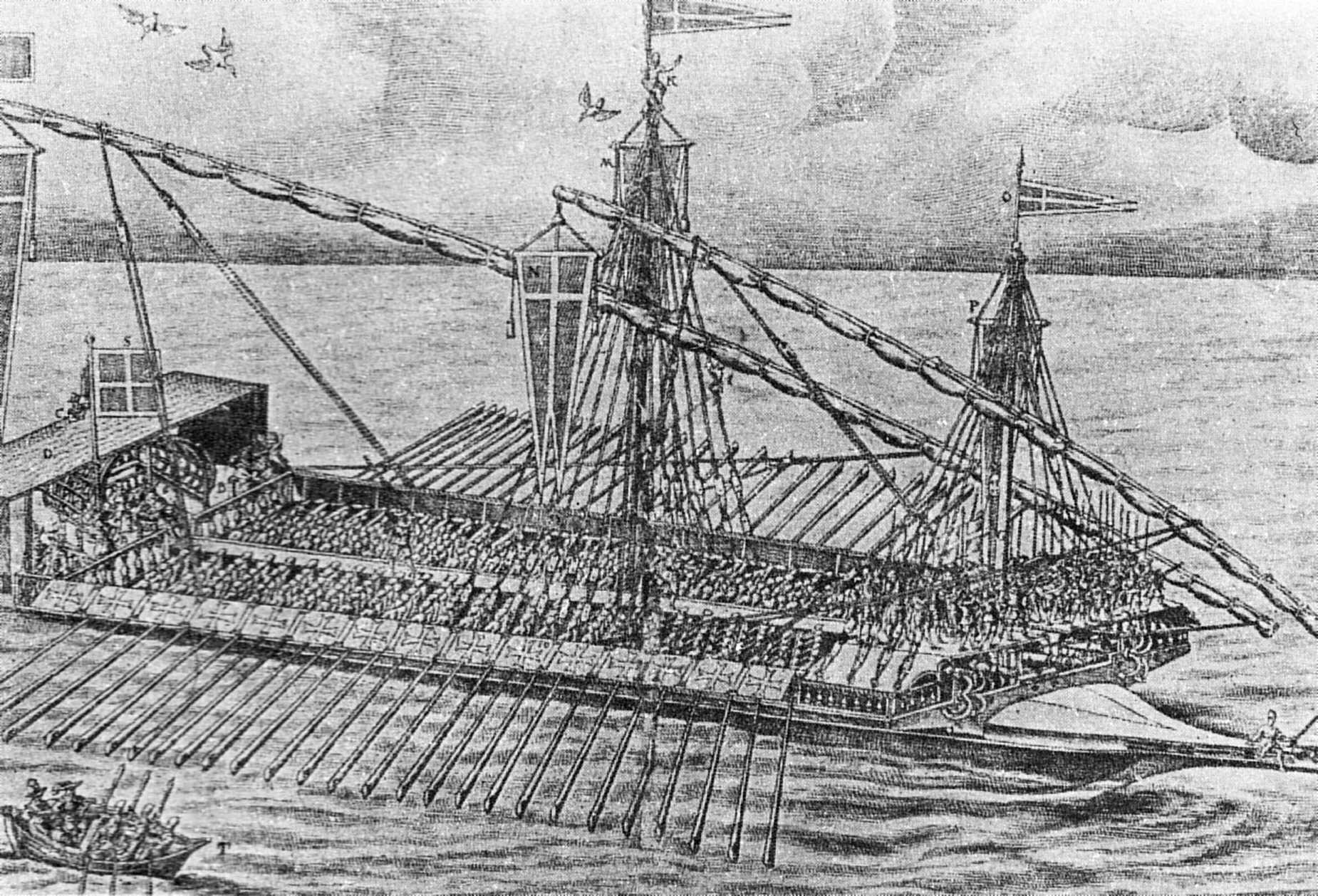
Die Flotte des Ordens bestand aus bis zu 8 Galeeren gleichzeitig. Der Stich zeigt eine Galeere des Ordens.

## Vorgeschichte
Nachdem sich die Ritter des Johanniterordens auf den Inseln Rhodos und später Malta niederließen, boten sich von dort ausgehende Seeoperationen an.
Der Orden baute im 16. Jahrhundert eine kleine, effektive Flotte von Kriegsgaleeren auf, mit der er erfolgreich die Schifffahrt der muslimischen Staaten am Mittelmeer plünderte. Damit trug die Ordensflotte wesentlich zur Finanzierung des Ausbaus der Anlagen auf Malta und Rhodos bei.
Im Laufe der Zeit wurde die Flotte des Ordens, der nach der Besiedlung Maltas Malteserorden genannt wurde, um einige der in Europa aufkommenden Galeonen ergänzt. Diese waren mit vielen Kanonen bestückt und deshalb in der Lage, sich erfolgreich gegen mehrere Galeeren zu behaupten. Im 18. Jahrhundert kamen Linienschiffe hinzu.

## Ablauf des Seegefechts

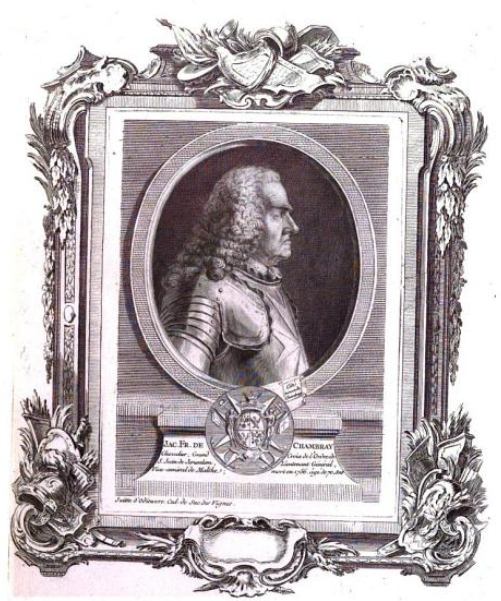
De Chambray, Stich aus dem Jahr 1757

Im Juli 1732 erhielt Jacques François de Chambray als Generalleutnant („Lieutenant général des armes de la Religion en mer et commandant de l’escadre des Vaisseaux“, zu deutsch: Generalleutnant der Waffen der Religion zur See und Kommandeur des Schiffsgeschwaders) des Malteserordens von Großmeister Antonio Manoel de Vilhena den Auftrag, Richtung Südosten zu segeln, um dort einen Konvoi des Osmanischen Reiches abzufangen und zu kapern, da der Orden Kenntnis vom Aufenthaltsort der Schiffe erlangt hatte und hier Aussicht auf reiche Beute für den Orden bestand.
De Chambray stieß am 16. August 1732 mit seinem kleinen Verband auf den bei Damiette ankernden osmanische Geleitzug, der aus 40 Handelsschiffen und einem Kriegsschiff zur Sicherung bestand.
Bei dem Geleitschiff handelte es sich um das 70-Kanonen-Linienschiff Sultana, auf dem der osmanische Vizeadmiral Kali Michamet seine Flagge gesetzt hatte.
De Chambray, der über zwei 60-Kanonen-Linienschiff und zwei Tartanen verfügte, attackierte mit seinem Flaggschiff Saint-Antoine und dem Linienschiff Saint-Georges die osmanische Sultana, während die zwei Tartanen den ankernden Konvoi angriffen.
Die Sultana setzte sich entschieden gegen die beiden Schiffe des Ordens zur Wehr, konnte aber nicht verhindern, dass sie entmastet wurde. Obwohl sie anschließend erheblichen Schaden davontrug und de Chambray ihrer Besatzung drohte, sie zu versenken, gab es keine Kapitulation von Kali Michamat, der sich schließlich in die hereinbrechende Nacht hinein retten konnte, ohne sein Schiff aufgeben zu müssen. Erst am nächsten Morgen gegen 10.00 Uhr gab der osmanische Admiral den Befehl zum Streichen der Flagge, nachdem seine Situation offenbar aussichtslos geworden war.
Obwohl die Sultana noch seetüchtig war, wurde sie von den siegreichen Seeleuten der Saint-Georges in Brand gesetzt. Sie fiel de Chambray und somit dem Orden nicht mehr als Prise in die Hände, was diesen sehr erzürnte.
Die Besatzungen der beiden Tartanen stellten inzwischen fest, dass viele der von ihnen gekaperten Handelsschiffe keine Ladung mitführten, so dass die Beute geringer ausfiel als erhofft. Dennoch konnten einige Kanonen, 126 Zentner Schwarzpulver, etliche Ersatzsegel, zwei Kabel, 70 Körbe Reis, Biskuits und sonstige brauchbare Materialien als Beute sichergestellt werden.
Zudem konnten auch 117 osmanische Sklaven übernommen sowie 14 christliche Sklaven befreit werden, die zuvor in osmanische Gefangenschaft geraten waren. Die Sklaven wurden anschließend nach Malta verbracht und nach einer üblichen Quarantänezeit auf Galeeren des Ordens eingesetzt oder auf den Sklavenmärkten in Valletta versteigert. Der durchschnittliche Preis für einen türkischen Sklaven auf dem Markt in Valletta lag dabei bei 200 bis 500 Écus.
In der Schlacht starben auf Ordensseite insgesamt acht Seeleute und zwölf wurden verletzt – über die osmanischen Verluste ist nichts bekannt geworden.
De Chambray wurde für die erfolgreiche Mission durch den damaligen Großmeister des Malteserordens zum Großkreuz-Ritter des Malteserordens befördert.